# Daniele Grassi
Daniele Grassi (Frasco, 27 gennaio 1993) è un hockeista su ghiaccio svizzero, dalla stagione 2020-2021 giocherà come attaccante nell'Hockey Club Ambrì-Piotta, squadra della Lega Nazionale A.

## Carriera
Daniele Grassi iniziò a militare nelle giovanili dell'HC Ambrì-Piotta, esordendo nella formazione degli Juniores Elite nella stagione 2008-2009 con una presenza all'attivo. Nel corso della stagione 2010-2011 Grassi fece il suo debutto in Lega Nazionale A, mentre con la selezione giovanile mise a segno 24 punti in 27 partite.
Nel corso della stagione 2010-2011 fu inoltre prestato all'HC Chiasso, formazione della Prima Lega, con la quale giocò 17 partite totalizzando 12 punti. Nella primavera del 2011 prese parte ai mondiali con la formazione Under-18. Il suo contratto con l'Ambrì-Piotta scade al termine della stagione 2015-2016.
Nel 2016 si trasferisce oltre Gottardo a giocare per il Kloten Flyers dove vince la Coppa Svizzera nel 2017 per poi trasferirsi, nel 2018, a giocare per il SC Bern col quale si laurea campione svizzero nella stagione 2018-2019.
Nel 2020, dopo quattro anni trascorsi oltre Gottardo, fa il suo ritorno in Ticino firmando un contratto biennale con l'HC Ambrì-Piotta.

## Palmarès
- Campionato svizzero: 1

Berna: 2018-19
- Coppa di Svizzera: 1

Kloten: 2016-2017
- Coppa Spengler: 1

Ambrì-Piotta: 2022